# Джеймс Брадли
Джеймс Брадли (на английски: James Bradley) е английски астроном и свещеник, който служи като кралски астроном от 1742 до 1762 г., наследявайки Едмънд Халей. Той става известен с две важни астрономически открития: аберацията на светлината и нутацията на земната ос.

## Биография
Брадли е роден през март 1693 г. в Шерборн, близо до Челтнъм в Глостършър, Англия. Син е на Уилям Брадли и Джейн Паунд. След като завършва средното училище Уестууд в Нортлийч, се записва в Балиол колидж на 15 март 1711 г. и получава бакалавърска и магистърска степен съответно през 1714 и 1717 г. Ранните му наблюдения той провежда в ректората в Уонстед в Есекс, под менторството на Джеймс Паунд, негов чичо и опитен астроном. Брадли е избран за член на Британското кралско научно дружество на 6 ноември 1718 г.
Той приема заповеди да стане викар в Бридстоу в Херефордшър на следващата година, а негови приятел закупува за него малко синекурно жилище в Уелс. Той се оттегля от църковните си деяния през 1721 г., когато е назначен за професор по астрономия в Оксфордския университет, докато в качеството си на лектор по експериментална философия от 1729 до 1760 г. той изнасят 79 курса с лекции в музея Ашмол.
През 1742 г. Брадли е назначен за наследник на Едмънд Халей като кралски астроном. Репутацията му му позволява да кандидатства успешно за набор от инструменти, струващи 1000 паунда и с 2,5-метров квадрант, изработен специално за него през 1750 г. от астронома Джон Бърд, той натрупва в Гринуич в продължение на десет години материали с неоценима стойност за реформата на астрономията. През 1752 г. му е предоставена кралска пенсия в размер на 250 паунда на година.
Брадли се пенсионира в лошо здраве девет години по-късно и се оттегля в Чалфорд в Глостършър. За него се грижи местен доктор, както и Даниъл Лайсънс от Оксфорд. Умира на 13 юли 1762 г. Погребан е в църковния двор на църквата Света троица в Минчинхемптън, Глостършър.

## Трудове
През 1722 г. Брадли измерва ъгловия диаметър на Венера с голям въздушен телескоп с фокусно разстояние на обектива от 65 m.
Откриването на аберацията на светлината от Брадли е направено, докато той се опитва да засече звезден паралакс. Брадли работи със Самюъл Молиньо до смъртта му през 1728 г., докато се опитват да измерят паралакса на звездата Елтанин.
Този звезден паралакс трябва да се появи, ако изобщо съществува, като малко годишно циклично движение на привидното местоположение на звездата. Обаче, докато Брадли и Молиньо не откриват очакваното привидно движение от паралакс, те намират вместо това различно и необяснено годишно циклично движение. Скоро след смъртта на Молиньо, Брадли осъзнава, че то се появява от това, което днес е известно като аберация на светлината. Основата, на която Брадли разграничава наблюдаваното годишно движение от очакваното движение вследствие на паралакс, са разликите в годишните времеви таблици.
Изчисленията показват, че ако е имало някакво значително движение поради паралакс, тогава звездата би трябвало да достигне най-южната си привидна позиция пред декември и най-северната си привидна позиция през юни. Това, което Брадли открива, е, че привидното движение достига най-южната си точка през март и най-северната си точка през септември и че това не може да се дължи на паралакс – причината за движението по този модел първоначално е неясна.
Откритието на аберацията на светлината е заключително доказателство за движението на Земята и, следователно, за правотата на Аристарх Самоски и теориите на Йохан Кеплер. През януари 1729 г. откритието е докладвано на Британското кралско научно дружество. Теорията на аберацията дава на Брадли възможност да подобри точността на предишните изчисления на скоростта на светлината, които преди това са извършени от Оле Рьомер и други.
Най-ранните наблюдения, върху които се основава откриването на аберацията, са направени от къщата на Молиньо и са продължени в къщата на чичото на Брадли в Уанстед, Есекс. След публикуването на трудовете си по аберацията, Брадли продължава да провежда наблюдения, да развива и проверява второто си голямо откритие – нутацията на земната ос, но той не обявява това си откритие писмено до 14 февруари 1748 г., когато той я тества чрез дребни наблюдения по време на едно цяло завъртане на лунните възли.
Публикуването на наблюденията на Брадли са забавени от спорове относно тяхното авторство, но те накрая са издадени от издателството на Оксфордския университет в два тома през 1798 и 1805 г.